# Colorado (musikalbum)
Colorado är ett musikalbum av Neil Young and Crazy Horse. Det utgavs 2019 på skivbolaget Reprise Records. Albumet är Youngs trettionionde studioalbum, och det första där Nils Lofgren ingår i Crazy Horse sedan 1971. Lofgren övertog Frank Sampedros plats i gruppen då denne tvingats sluta på grund av artros i händerna. Från albumet gavs två låtar, "Milky Way" och "Rainbow of Colors" ut som singlar.

## Låtlista
(alla låtar komponerade av Neil Young)
1. "Think of Me" - 3:02
2. "She Showed Me Love" - 13:36
3. "Olden Days" - 4:04
4. "Help Me Lose My Mind" - 4:14
5. "Green Is Blue" - 3:48
6. "Shut It Down" - 3:43
7. "Milky Way" - 5:59
8. "Eternity" - 2:43
9. "Rainbow of Colors" - 3:35
10. "I Do" - 5:37

## Listplaceringar
| Lista (2019)   | Position             |
| -------------- | -------------------- |
| Finland        | 14                   |
| Nederländerna  | 21                   |
| Norge          | 5                    |
| Storbritannien | 17 (UK Albums Chart) |
| Sverige        | 13                   |
| Tyskland       | 6                    |
| USA            | 46                   |
| Österrike      | 10                   |